# Antepipona siamensis
Antepipona siamensis är en stekelart som beskrevs av Giordani Soika 1982. Antepipona siamensis ingår i släktet Antepipona och familjen Eumenidae. Utöver nominatformen finns också underarten A. s. philippinensis.